# Kærlighedens Triumf
Kærlighedens Triumf er en dansk stumfilm fra 1915, der er instrueret af Holger-Madsen efter manuskript af Waldemar Hansen.

## Handling
Denne artikel mangler et handlingsreferat. Hjælp os med at skrive det.

## Medvirkende
- Augusta Blad - Grevinde Montford
- Valdemar Psilander - Jack Montford, grevindens søn
- Alma Hinding - Ketty, grevindens datter
- Johannes Ring - Baronet Arthur Collingwood
- Ingeborg Larsen - Phyllis, Collingwoods datter
- Maja Bjerre-Lind
- Birger von Cotta-Schønberg